# Cadrage (photographie)
Pour les articles homonymes, voir Cadrage.

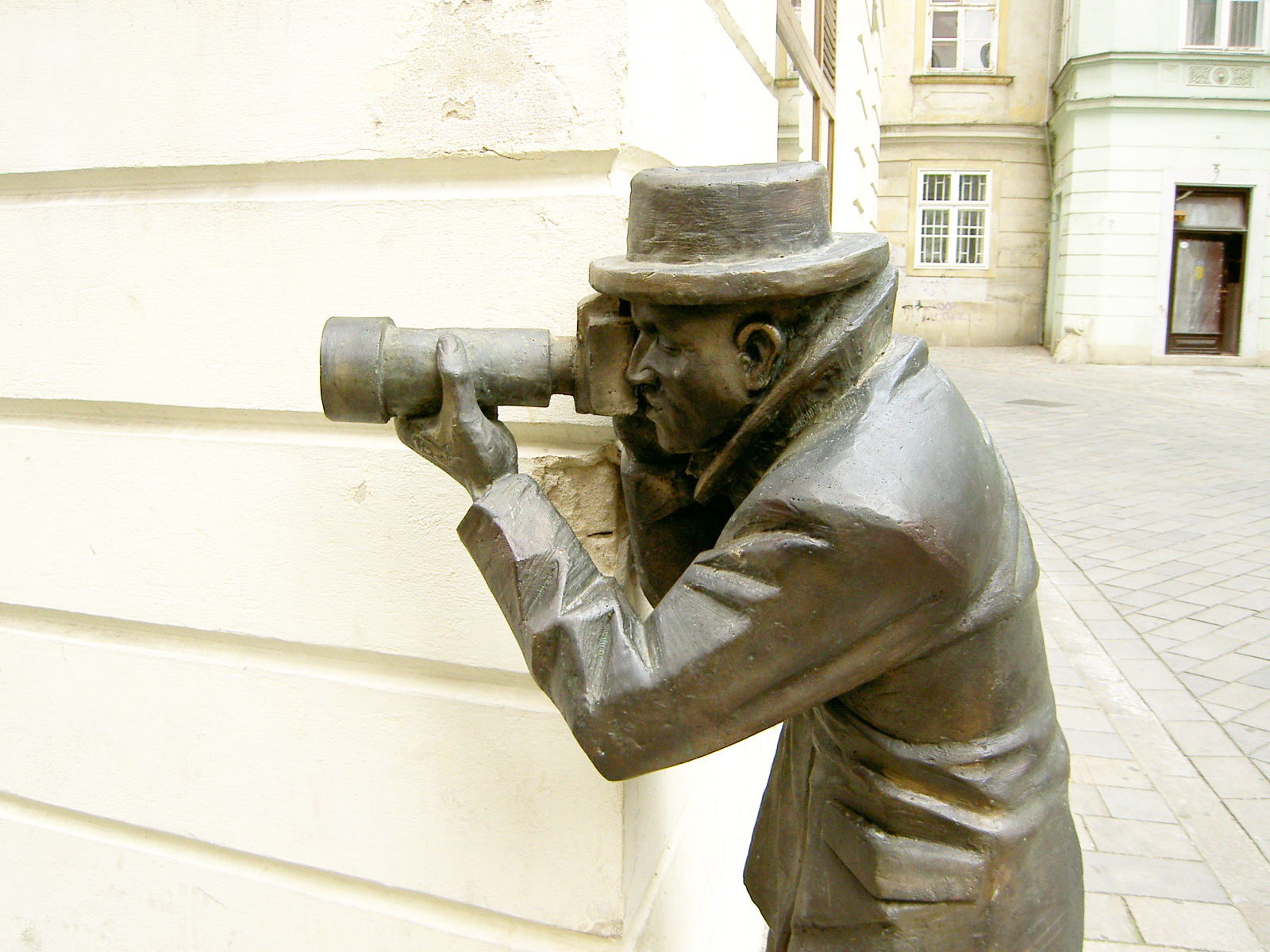
Photographie cadrée à mi-corps d'une statue de photographe paparazzi en train de cadrer, autrefois à Bratislava.

En photographie, au cinéma, à la télévision et en vidéo, le cadre définit les limites de l'image.
Le « cadrage » peut être l'action de choisir ce qui entre dans les limites du cadre de l'image en photographie ou en cinéma et vidéo ou le résultat de cette opération, l'un des éléments de définition d'un plan. En audiovisuel, le cadreur est responsable du cadrage, qui est presque toujours définitif. En photographie, on le modifie après la prise de vue par « recadrage » pour mettre en évidence un sujet.
La réalisation d'une image photographique sur un sujet donné se décompose en choix d'un format d'image parmi ceux offerts par les fabricants d'appareils photos et de pellicules, en choix de l'orientation, horizontale ou verticale, en détermination d'un point de vue et d'un angle de vue. En photographie, on peut revenir partiellement sur certaines de ces décisions au tirage ou à la post-production numérique. Ces opérations qui répartissent les éléments du sujet à l'intérieur du cadre constituent la composition picturale des images photographiques.
Plusieurs sortes de viseurs permettent d'effectuer le cadrage.

## Généralités
Le cadrage « consiste à inscrire le sujet dans le format de l'image ». C'est ce choix qui détermine la limite de la composition picturale. La problématique du cadre existe dès lors qu'une représentation visuelle a des limites. Elle n'est pas ou peu présente dans l'art pariétal, dans les grandes décorations murales comme celle de la chapelle Sixtine, ni dans le cinéma projeté sur dôme, où l'image dépasse largement ce que la vision humaine peut embrasser d'un coup. Dès lors que la limite définit une forme, généralement un rectangle, cette forme fait partie de la représentation, et la composition picturale s'organise à partir de cette forme, dans laquelle l'artiste figurant la réalité doit organiser les éléments qu'il a choisi de montrer. Dans la peinture, on traite en général de la composition sans en séparer le cadrage.
En cinéma et en photographie, le cadrage est le choix de ce qui va être représenté et de ce qui va être laissé hors-champ. « On taille un morceau de réalité par les moyens de l'objectif, » écrit Sergueï Eisenstein. C'est cette acception qui s'est répandue en littérature, en psychologie, en économie, en comptabilité, etc. Si dans les arts plastiques, le cadrage est indissociable de la composition, en cinéma et en photographie, l'organisation des formes à l'intérieur du cadre relève de la construction des décors et de leur éclairage, de la mise en scène, de la chorégraphie. Lorsqu'on prend des vues sans intervenir sur ces éléments, la composition se limite au choix de la focale et du cadre. En photographie d'extérieur, celle-ci est essentiellement un choix de point de vue, d'angle et de focale : « C'est en se déplaçant que le photographe compose », écrit un des premiers théoriciens de l'esthétique photographique. Dans ce contexte, le cadrage peut désigner, par synecdoque, la composition ; ce sens apparu vers 1920, avec les débuts de la critique cinématographique, s'est répandu dans les arts plastiques.

## Choix du format
Dans le cadrage, quel que soit le support, la première décision concerne le choix du format. Plusieurs considérations influent sur ce choix : la forme générale du sujet, la disponibilité du matériel, la destination de l'image. Par exemple, l'architecture des chapelles dicte le format des tableaux d'autel ; la mise en page des livres gouverne les illustrations ; une figure humaine debout isolée appelle un cadre plus haut que large. Le peintre peut décider des dimensions de sa toile, mais il choisit le plus souvent un châssis dans une des trois proportions communes : « figure » (4:5), « paysage » (3:2), « marine » (9:5).
La caractéristique principale du format est son orientation. L'orientation d'une forme est une des perceptions fondamentales de la vision humaine. En photographie, les surfaces sensibles sont le plus souvent rectangulaires. L'opérateur a le choix d'orienter son appareil dans le sens horizontal ou dans le sens vertical. En infographie, l'orientation horizontale du format est appelée « paysage », tandis que « portrait » désigne l'orientation verticale, du nom de leur usage le plus typique.
Les proportions des formats industriels s'imposent au photographe ; s'il en choisit d'autres, s'il n'est pas satisfait de sa prise de vue, si le format de prise de vue ne correspond pas au format de diffusion, comme souvent dans le cas de la presse, il effectuera un « recadrage » au moment du tirage ou de la postproduction numérique. En rognant le cadre pour supprimer une partie de l'image issue de la prise de vue, on obtient les proportions désirées. On revoit à cette occasion la composition. Le cadre d'une photographie terminée peut être un rectangle de proportions quelconques, mais aussi, comme pour n'importe quelle autre image, toute sorte de forme, notamment un cercle ou un ovale.
Le cinéma propose un choix limité de formats de projection, la télévision et la vidéo imposent le leur, toujours d'orientation horizontale. Pour adapter le format au sujet, le cinéaste n'a d'autre possibilité que délimiter un cadre dans le cadre, un « cadre secondaire » selon Christian Metz, par exemple une vue à travers une porte ouverte de telle sorte qu'une partie de l'écran reste obscure. Dans certains cas, on filme de façon à obtenir des images acceptables dans deux formats différents, par exemple le 4:3 de l'ancienne télévision et le 5:3 du cinéma écran large, correspondant à deux modes de distribution du film.
Certains ont voulu que la proportion du nombre d'or s'appliquât au format d'image standard des photographies[réf. souhaitée]. On aurait ainsi un format dont la base serait d'environ 1,61 fois ou 0,61 fois la hauteur ; mais finalement presque tous s'en éloignent, préférant, pour le 5:4 de la photographie grand format, les proportions des châssis « portrait » de la peinture, puis pour le cinéma et de la première télévision SD, un rapport 4:3. Les formats plus récents s'élargissent en général. Les premiers appareils à film en rouleau, connus ensuite comme appareils de moyen format, prennent des vues de 6 cm par 4,5, 6, 7 ou 9 cm, soit 1:1, 7:6, 4:3 ou 3:2, comme les châssis « paysage » de la peinture. La photographie en petit format, conçue pour l'extérieur avec un appareil portable, adopte le 3:2. Des anciens formats de pellicule argentique comme le format 126 (Instamatic) et certains films Polaroid (SX-70 et autres) sont carrés. Les formats larges du cinéma sont au 5:3 et dépassent un peu la proportion d'or, tandis que la télévision HD au format 16/9 et les formats panoramiques comme le CinémaScope sont encore plus allongés. Les premiers films du cinéma, pris en 1891 au moyen de la première version du Kinétographe par les collaborateurs de Thomas Edison sur une pellicule de 19 mm de large à défilement horizontal, ont un cadrage parfaitement circulaire de ³⁄₄ de pouce (soit environ 12 mm), reliquat de l'esthétique des jouets optiques du pré-cinéma.

## Types de cadrages
Dès qu'on cherche à communiquer sur des images, soit en vue d'un travail d'équipe, soit pour en établir des catalogues, on établit un petit nombre de types conventionnels qui permettent d'analyser, de décrire et surtout d'indexer les images. Une fois établis le genre et le sujet, il peut être intéressant de réduire le cadrage à quelques types, de façon à permettre la rédaction d'une requête. Les bibliothécaires et archivistes ne font généralement aucune différence entre les types d'image, qu'elles soient peintures, gravures, photographies. Quand il s'agit de représentation humaine, on utilise les termes descriptifs de la peinture figurative et des arts graphiques : « en pied » (de la tête aux pieds), « à mi-jambe », « à mi-corps », « en buste », « tête ».
En cinéma et en vidéo, le travail en équipe a fait adopter pour le découpage technique des projets une nomenclature conventionnelle des cadrages, ou « échelle des plans ». Il est convenu de les classer d'après l'échelle du personnage dans l'espace du cadrage. On a ainsi les valeurs de plan suivantes : un « plan moyen » est un cadre contenant le personnage des pieds à la tête ; en se rapprochant, on grossit le cadre : à mi-cuisse, c'est le « plan américain », à la ceinture, c'est le « plan mi-moyen » ou « plan taille », au niveau du buste, « plan rapproché » ou « plan poitrine », au bas du cou, le « gros plan », ou parfois « plan cravate ».
Les plans plus rapprochés, qui peuvent porter sur toute chose ou objet, comme sur les visages ou des parties du corps, sont des « détails » ou « très gros plans ». Les vues qui montrent plus que le plan moyen sont des « plans larges ». Ceux qui montrent l'ensemble du décor sont des « plans d'ensemble » ou « plan généraux », et, en référence à leur utilité narrative, « plans de situation ».
Ces dénominations varient quelque peu selon les professions et les écoles.

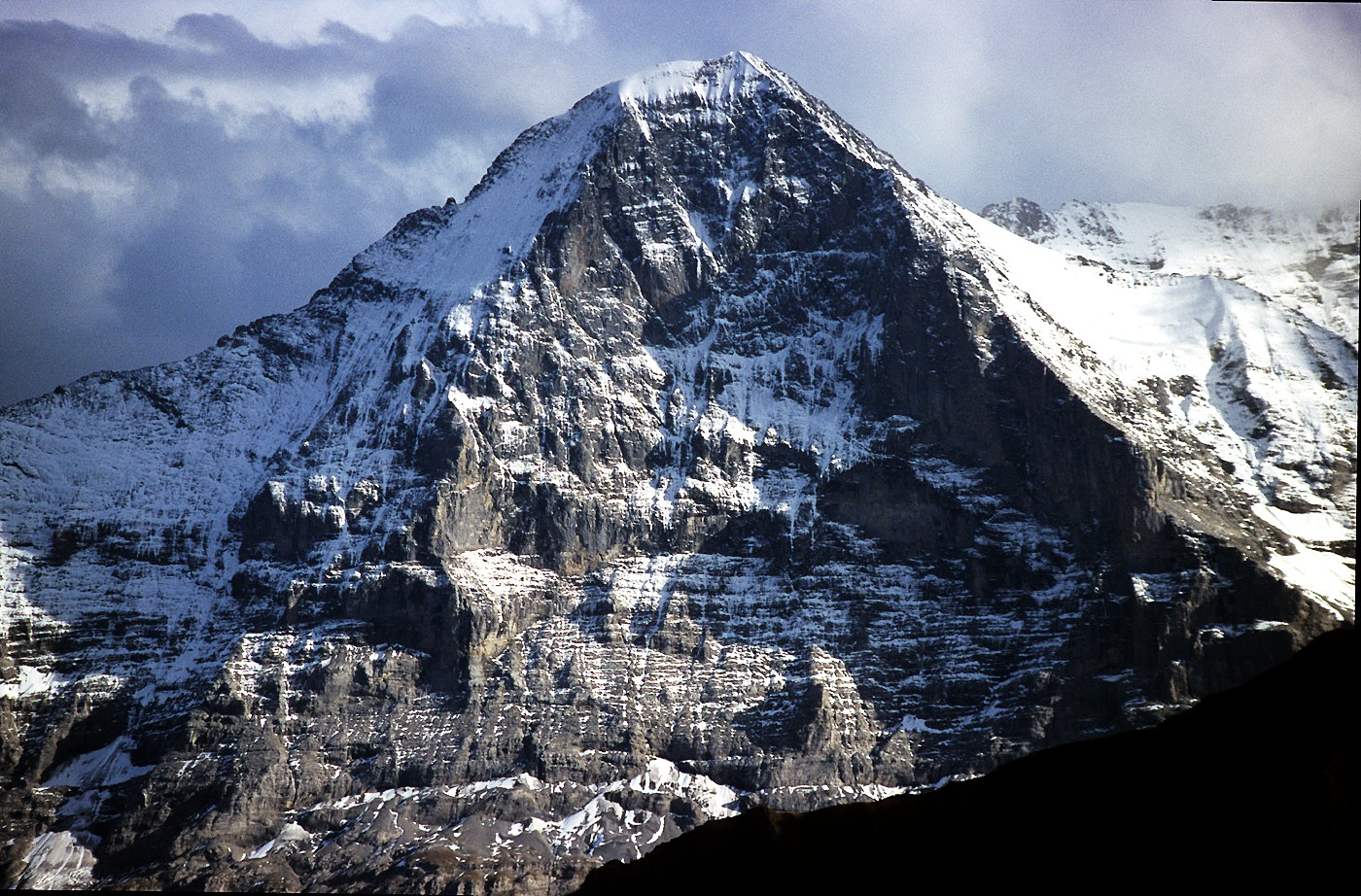
Face nord de l'Eiger, « plein cadre ».

Lorsque l'image ne présente pas des personnages, on n'utilise guère que les dénominations les plus générales, comme « gros plan » et « plan d'ensemble », qui seules sont définies dans un texte international. Si le sujet occupe la majeure partie de l'image, on dit qu'il est « plein cadre ».
On caractérise aussi les cadrages par le type de perspective de l'image. Dans un cadrage « frontal », tous les éléments du sujet sont à la même distance de l'appareil, sur un même plan. Dans un cadrage « oblique » ou « en profondeur », ils s'étagent à des distances différentes, premier plan, second plan, et ainsi de suite jusqu'au fond. Si ces éléments sont des personnages, la caractérisation de l'échelle des plans s'applique différemment à chaque figure. Une même image peut contenir un comédien en plan rapproché et un autre, plus loin, en plan moyen. Ils peuvent être nets l'un et l'autre, ou l'un net et l'autre flou, ou, au cinéma, passer du flou au net. Si l'axe de la prise de vue s'éloigne de l'horizontale, on dit que l'image est en « plongée » si le sujet est plus bas que l'appareil, en « contre-plongée » dans le cas contraire. Les théoriciens du cinéma s'intéressent aux types de cadrage en tant que figure de style du cinéma.
Pour les portraits et les prises de vues de personnages, certains reprennent en photographie la typologie du cadre du cinéma en tout ou en partie,,,. Cette nomenclature est appropriée pour le roman-photo.
Dans le jargon du cinéma et de la photographie, « serrer » sur le sujet, c'est utiliser le zoom pour grossir le sujet dans le cadre ; par extension, on parle d'un cadrage « serré », ou « plus serré » ou « moins serré » en référence au cadre précédent. Ce terme a l'avantage de s'appliquer à n'importe quel sujet.

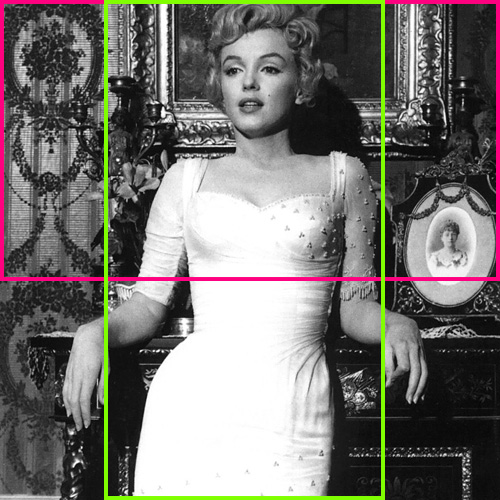
Après rotation à 90° de l'appareil au format rectangulaire, le cadrage passe de « plan américain » à un plan beaucoup plus serré.
vertical
horizontal

## L'action de cadrer
Pour certains, le terme « cadrage » ne décrit pas, ou pas seulement, la disposition du sujet dans le cadre, mais l'action de cadrer, qui peut inclure, en photographie, le basculement de l'appareil en orientation horizontale ou verticale.
En photographie, le cadrage dépend du format utilisé et de son orientation. Le format carré ayant tendance à disparaitre depuis l'avènement du numérique, on reste avec un format rectangulaire, généralement de proportions 4:3 ou 3:2, mais aussi plus oblong avec les smartphones ou tablettes par exemple. La typologie du cadrage d'un même sujet, à la même distance et en utilisant la même focale d'objectif, sera donc différente selon l'orientation verticale ou horizontale (dans l'exemple ci-contre, un cadrage en « plan américain » réalisé avec un appareil de format rectangulaire orienté verticalement devient un « plan poitrine » si l'appareil est basculé horizontalement).
Certains appareils de type bridge permettent le changement de format de l'image, 4:3, 3:2, 16:9 ; c'est un autre moyen pratique de changer le type de cadrage, dès la prise de vue.

## Composition
Divers auteurs proposent des procédés d'agencement des éléments présents dans le cadre, inspirés de ceux de la peinture issues de la formalisation académique. Ces procédés ne s'imposent à personne, mais leur connaissance est utile pour décrypter les œuvres ou réaliser ses propres images.
- On considère classiquement qu'une image doit avoir un sujet principal et quelques éléments secondaires qui soutiennent la composition. Dans le cas contraire, l'image est dite « ambiguë ».
- Quand il y a un sujet principal, la plupart des manuels recommandent de ne pas le centrer, mais de placer le point d'intérêt à un des quatre points situés au tiers de l'image, tant horizontalement que verticalement[39]. Certains auteurs préconisent de diviser le cadre non pas en trois parties égales, mais selon la proportion d'or. Les objets à placer aux points forts ayant une certaine étendue, il toucheront certainement à un point fort obtenu par la règle des tiers, situé à 1/20 de la dimension de l'image plus près du bord.
- La vision humaine explore progressivement les images, particulièrement celles de grandes dimensions. Les grandes masses dirigent d'abord le regard. Elles constituent les « lignes directrices » de la composition et des subdivisions du cadre[40]. Certaines formes, principalement celles qui rappellent les formes humaines ou animales, les taches lumineuses, les points contrastés attirent l'attention[41]. Les regards ou les mouvements des personnages guident ensuite aussi le spectateur dans cette exploration, qui reste cependant globale, et peut ignorer des détails très importants tant que l'ensemble est dans le champ de vision[42].

Certains courants artistiques, en photographie fixe ou animée, se sont affranchis d'une convention esthétique de base de l'art plastique européen d'avant la photographie, selon laquelle l'image est une « fenêtre sur le monde », dont la conséquence est que l'axe de prise de vue est horizontal, et que la perspective n'est ni trop ouverte, ni trop restreinte. Ce principe, qui facilite grandement le calcul de la perspective, est resté communément admis pour les tableaux jusqu'à ce que des artistes comme Edgar Degas, expérimentant avec la photographie et le dessin, remettent en question ce point de vue. Dans les années 1920, la théorie du cinéma (muet) d'Eisenstein se construit sur l'expressivité des angles de prise de vues, plongée vers le bas, et contre-plongée vers le haut, en même temps qu'elle envisage le cadre dans la durée, et la composition comme une dynamique.
Au revers, la photographie d'architecture, le plus souvent, recherche le parallélisme des verticales, qui ne se trouve sur l'image que si l'axe est horizontal. Pour arriver à ce but, en conservant un point de vue à hauteur d'œil humain, on joue sur les possibilités d'ajustement de la perspective d'une chambre photographique. Certains appareils de petit format acceptent un objectif à bascule et décentrement permettant une partie de ces réglages.
Au rebours de la conception de l'image centrée sur un sujet, une démarche moderne en Occident, mais classique dans l'estampe japonaise, rappelle au spectateur que le cadrage est une sélection. Le cadre coupe au milieu d'objets qui pourraient en eux-mêmes faire partie du sujet, comme un combattant dans une scène de bataille, ou une route dans un paysage autrement désert.
Le photographe peut aussi rappeler au spectateur l'existence du hors-champ en photographiant des objets en mouvement au moment où ils entrent à peine dans le champ ou sont sur le point d'en sortir. Le cadrage fait « comprendre que ce drame est inclus dans un monde plus vaste ».
La remise en cause du sujet unique peut faire privilégier des images ambigües ou confuses, laissant le spectateur la responsabilité de déterminer l'intérêt de ce l'image représente. La composition se base alors uniquement sur les formes et les couleurs qu'on trouve dans le cadre.
Il a plusieurs façons de photographier un même sujet. L'observation de collections d'images prises par photographes divers regroupées par époque permet de repérer un esprit du temps dans le cadrage photographique, y compris les choix du format définitif et de la focale.

### Recadrage
Le recadrage d'une image pour l'adapter à un nouveau format où pour illustrer un texte est une tâche moins complexe que le cadrage. On n'a plus à choisir ni l'instant, ni l'angle. Il ne reste qu'à faire au mieux avec les deux dimensions de l'image à traiter. Le recadrage est courant dans la presse, mais il sert aussi d'exercice dans l'apprentissage du cadrage.
Le recadrage implique d'analyser l'image en ses éléments, afin de choisir un cadre qui mette en valeur ceux que l'on retient. On détermine des points d'attraction, et on recadre pour que l'image amène plus sûrement le spectateur à une interprétation conforme au texte. Ces points sont ceux qu'on repère spontanément. Les figures humaines et animales ont un rôle prépondérant. La légende de l'image et ce qui l'entoure induisent aussi une forme de « lecture » de ses éléments. Albert Plécy préconisait ainsi de diviser l'image en petits carreaux et de donner à chacun une valeur d'attraction ou de répulsion afin de trouver un cadre qui englobe les éléments pertinents, et élimine ceux qui transmettent une information parasite, qu'on peut à défaut retoucher.

## Viseur
Les appareils de photographie, de cinéma, de vidéo, proposent aux opérateurs des instruments pour voir le cadre à la prise de vue, on appelle cette opération « visée » et les instruments, « viseurs ». Faute de viseur, ou dans l'urgence sans avoir le temps de s'en servir, les opérateurs dirigent l'appareil au jugé, se fiant à leur connaissance de leur matériel. En photographie, le cadre peut toujours être restreint à loisir au tirage. En cinéma et en vidéo, c'est une pratique possible, mais qui était peu utilisée avec la filière argentique, en raison de son prix et de la dégradation de l'image qu'elle entraîne, les originaux ayant la qualité juste suffisante pour passer à travers les processus techniques normaux. Le passage au numérique a changé la donne et les recadrages, aussi bien au cinéma qu'à la télévision, sont désormais monnaie courante, la multiplication de copiages numériques n'amenant aucune dégradation de l'image.

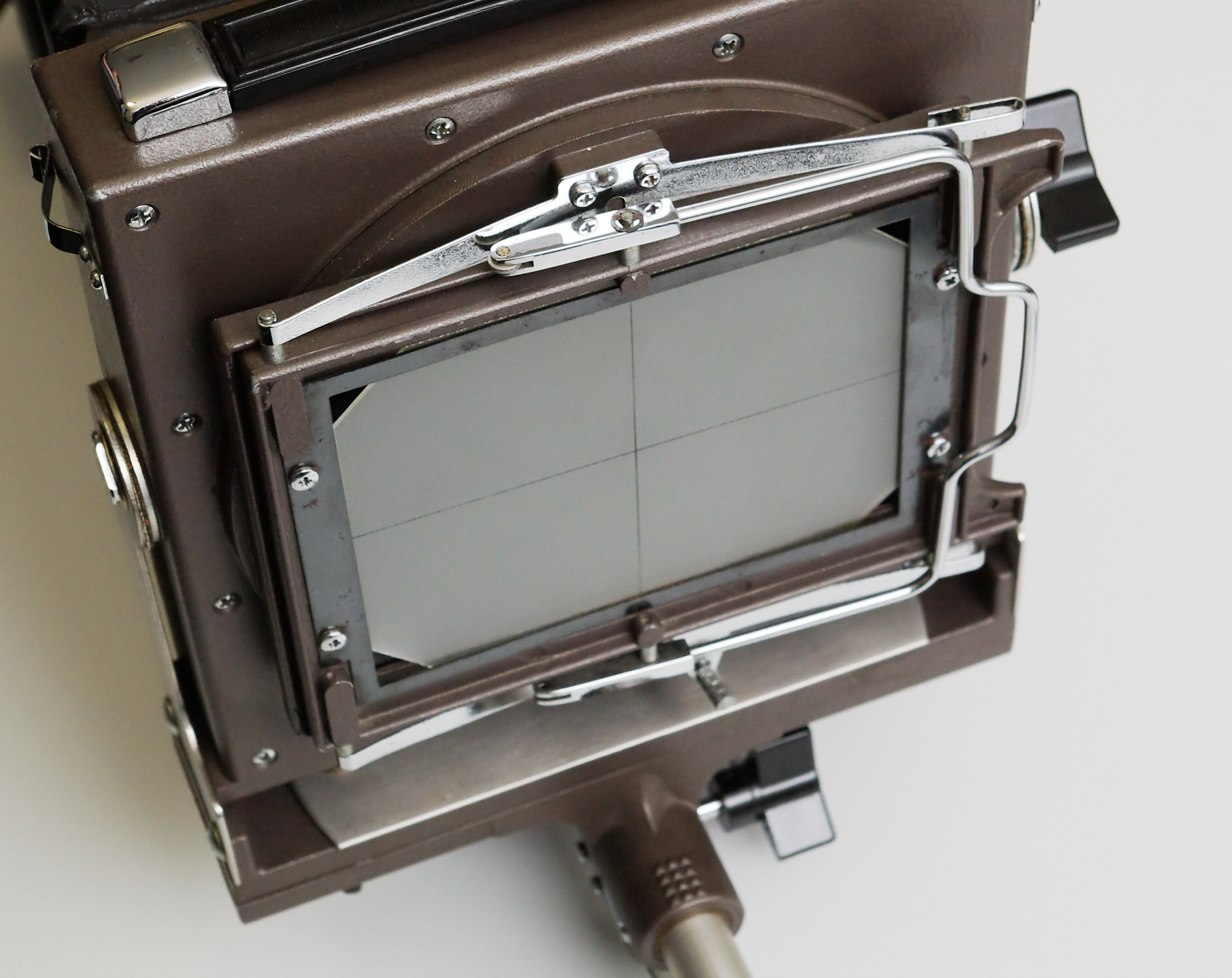
Chambre photographique : un dépoli remplace la surface sensible pour la visée.

Le procédé de « visée directe » consiste à utiliser un verre dépoli placé dans le plan image. L'objectif y projette une image inversée dans les deux sens, droite-gauche et haut-bas ; cette image « tournée » de 180° est exactement celle qui se trouvera imprimée sur la surface sensible. C'est ainsi que l'on compose sur les chambres photographiques, et que l'on a cadré sur certaines caméras de cinéma, avant que la couche anti-halo opaque soit inventée, dans les années 1930. On regardait, abrité sous un voile noir, l'image formée sur la pellicule, hachée par l'obturateur pendant le déroulement du film. Le dispositif oblige à laisser la pellicule sans appui dans le couloir caméra. Les caméras avec un presseur métallique pour améliorer la planéité du film, et donc l'uniformité de la netteté, ont fini par dominer ; mais, pour éviter que la lumière réfléchie sur ce presseur ne voile l'image à proximité des régions les plus claires, formant un halo, on a ajouté au dos du film une couche opaque, dite « anti-halo », qui laisse passer très peu de lumière, rendant la visée à travers le film presque impraticable. Certaines caméras proposèrent alors un miroir mobile, pour voir, tant que l'appareil est à l'arrêt, une image exacte du champ sur un dépoli.
Un système d'utilisation plus rapide, connu sous le nom de « viseur sport », consiste en un cadre, souvent réticulé, avec un œilleton pour fixer l'axe du regard, selon le principe du perspectographe, en usage depuis la Renaissance. Très rustique et pratique, ce dispositif, qui sert encore en prise de vues sous-marines, a l'inconvénient d'un écart avec le cadre réel dû à la parallaxe. Si le viseur sport est au-dessus de l'axe de prises de vue, il y a un décalage entre les limites horizontales vues et celles enregistrées. S'il est sur le côté, les limites horizontales sont justes, mais les verticales sont décalées. Cette différence entre le cadre visé et le cadre enregistré est d'autant plus grande que les objets sont proches. Pour des objectifs de longue focale, le viseur sport n'est guère praticable ; il requiert un alignement parfait entre les axes de l'appareil et de visée, difficile à garantir en pratique.

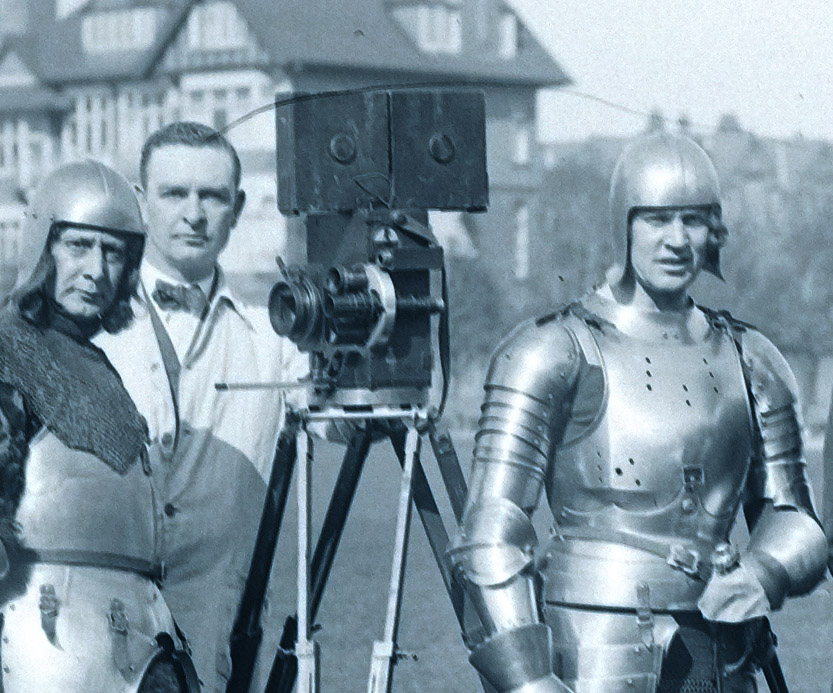
Caméra Pathé Professionnelle du cinéma muet avec viseur clair à tourelle d'objectifs.

Pour permettre une visée confortable quelle que soit la focale, on a aussi utilisé une lunette de visée, dite aussi « viseur clair ». Ce dispositif, dont l'optique est similaire à celle d'une longue vue, était celui de tous les appareils bon marché. On le trouvait aussi sur plusieurs appareils photographiques professionnels et sur la plupart des caméras de cinéma avant 1950. Il montre l'image à l'endroit dans un « viseur optique », pouvant être corrigé selon l'œil de l'opérateur. Il présente le même inconvénient de parallaxe que le viseur sport, mais on a généralement implanté la lentille d'entrée plus près de l'axe de l'appareil, et quelques modèles ajustent le cadre de visée suivant la distance réglée sur l'objectif, de façon à réduire l'erreur. En cinéma, le viseur clair pouvait quelquefois se détacher de la caméra, pour pouvoir chercher un point de vue sans avoir à déplacer le lourd appareil, un repérage nécessaire quand le déplacement et le positionnement de l'appareil de prise de vues ne doivent souffrir d'aucune improvisation (forte plongée, chariot de travelling à installer, effets spéciaux (écran vert), etc.). On n'a pas tardé à fabriquer des chercheurs de champs, petites lunettes d'approche avec un cadre, réglable ou interchangeable pour un format correspondant à l'image cinéma et un réglage de grossissement correspondant aux focales des objectifs de prise de vues. Cet objet est un emblème du réalisateur de films, comme la cellule est celui du directeur de la photographie, exprimant ainsi leurs responsabilités respectives.
Le viseur clair ne donnant pas d'indication sur la distance de mise au point, on a conçu à la fin des années 1920 des appareils comportant deux chambres noires ; l'une pour l'exposition du film, l'autre pour la visée sur dépoli, avec deux objectifs couplés par un engrenage. On visait dans l'appareil photographique reflex bi-objectif soit par au-dessus, l'image inversée droite-gauche, le sens haut-bas ayant été redressé par un miroir, soit à hauteur d'œil l'image redressée par un prisme en toit. Les deux objectifs étaient proches, mais il subsistait une erreur de parallaxe.
Le système de visée reflex utilise l'objectif de l'appareil pour former, grâce à un miroir qui s'escamote au déclenchement de l'obturateur, l'image sur un dépoli situé, comme la surface sensible, au plan focal de l'objectif. L'opérateur examine cette image, redressée par un prisme en toit, à travers une loupe. En cinéma, le miroir est solidaire de l'obturateur, ou, rarement, fixe et semi-réfléchissant, et l'image projetée sur le dépoli est souvent un peu plus grande que le format de la surface sensible. Dans ce cas, un cadre gravé sur le dépoli indique la limite du format. Ce dispositif permet à l'opérateur d'éviter des objets indésirables, avant qu'ils n'entrent dans le champ. En cinéma argentique, le premier assistant opérateur a la charge, avant le tournage, de l'essai de conformité de cadre destiné à s'assurer que le cadre vu au viseur correspond à celui enregistré sur la pellicule. En photographie, la plupart du temps, un dispositif mécanique maintient l'objectif à pleine ouverture pour la visée, rendue ainsi plus lumineuse, avec une faible profondeur de champ qui facilite la mise au point à l'œil. L'ouverture de travail n'est rétablie que le temps de l'escamotage du miroir de visée. En cinéma, si certains objectifs ont eu un poussoir pour accéder rapidement à la pleine ouverture, on cadre en tous cas pendant la prise de vue à l'ouverture de travail, avec une vue beaucoup moins lumineuse que celle d'un viseur clair.
En vidéo et en photographie numérique (smartphones, appareils amateurs), on utilise le plus souvent l'image même que l'appareil capte et transmet électriquement sur un petit écran LCD, avec l'avantage de la certitude de la conformité du cadre visé au cadre enregistré, et l'inconvénient de ne rien voir en dehors de cette aire. La photographie professionnelle continue à utiliser une visée optique de type reflex, beaucoup plus détaillée. S'il peut exister une petite différence de cadre, normalement négligeable, sur les bords, le dépoli donne une résolution largement supérieure à celle des écrans de contrôle, quelle que soit leur technologie.
Les dispositifs de visée peuvent porter des repères de cadrage, comme un quadrillage, et/ou toutes sortes d'informations utiles, comme l'ouverture du diaphragme, la valeur estimée de l'exposition, le nombre de vues disponibles, un stigmomètre. Dans les appareils électroniques, l'utilisateur peut choisir ce que le viseur indique en plus de l'image.